# 刘玉坤
刘玉坤，中华人民共和国政治人物、外交官。
2004年，接替龚元兴担任中华人民共和国驻几内亚大使。2006年，由火正德接任。